# Вилла-Верде
Вилла-Верде (итал. Villa Verde) — коммуна в Италии, располагается в регионе Сардиния, в провинции Ористано.
Население составляет 354 человека (2008 г.), плотность населения составляет 20 чел./км². Занимает площадь 17 км². Почтовый индекс — 9090. Телефонный код — 0783.
В коммуне 15 августа особо празднуется Успение Пресвятой Богородицы.

## Демография
Динамика населения:

## Администрация коммуны
- Официальный сайт: http://www.comune.villaverde.or.it/